# تپه سنگر ماهی بازان
تپه سنگر ماهی بازان مربوط به دوران پیش از تاریخ ایران باستان تا است و در شهرستان خرم‌آباد، روستای رباط، تنگه شبیخون واقع شده و این اثر در تاریخ ۷ آذر ۱۳۸۳ با شمارهٔ ثبت ۱۱۲۵۶ به‌عنوان یکی از آثار ملی ایران به ثبت رسیده است.